# Nový Herštejn
Nový Herštejn je zřícenina hradu na zalesněném kopci u Kdyně v okrese Domažlice. Je chráněna jako kulturní památka. Hrad byl založen v první polovině čtrnáctého století. Roku 1475 ho dobylo bavorské vojsko a později byl obnoven již jen k hospodářským účelům. Po roce 1524 ho koupilo město Domažlice, které nechalo nepotřebný hrad zpustnout.
Hradní vrch je, včetně zříceniny hradu, chráněn jako přírodní rezervace Herštýn.

## Historie

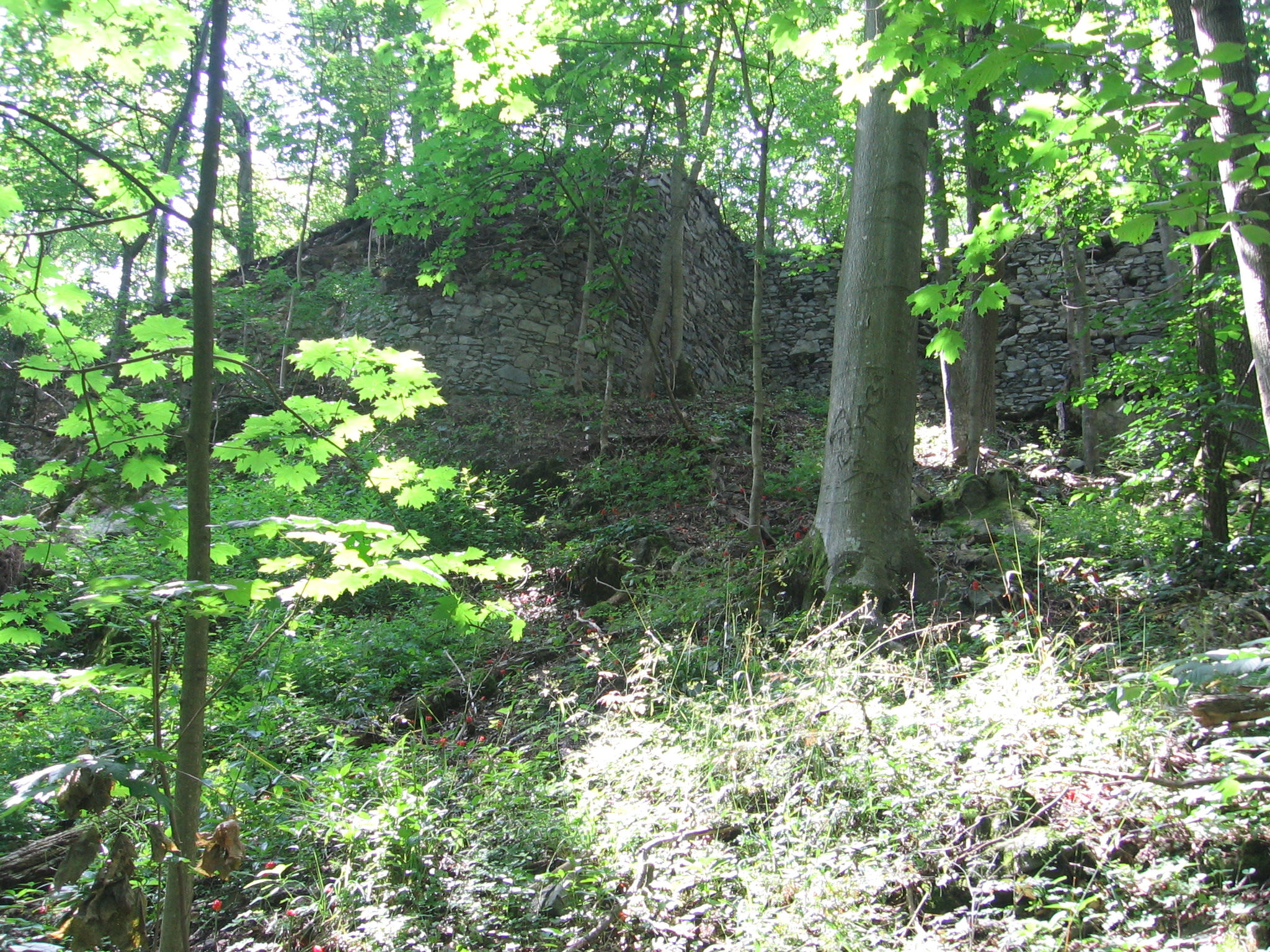
Opevnění nad první bránou

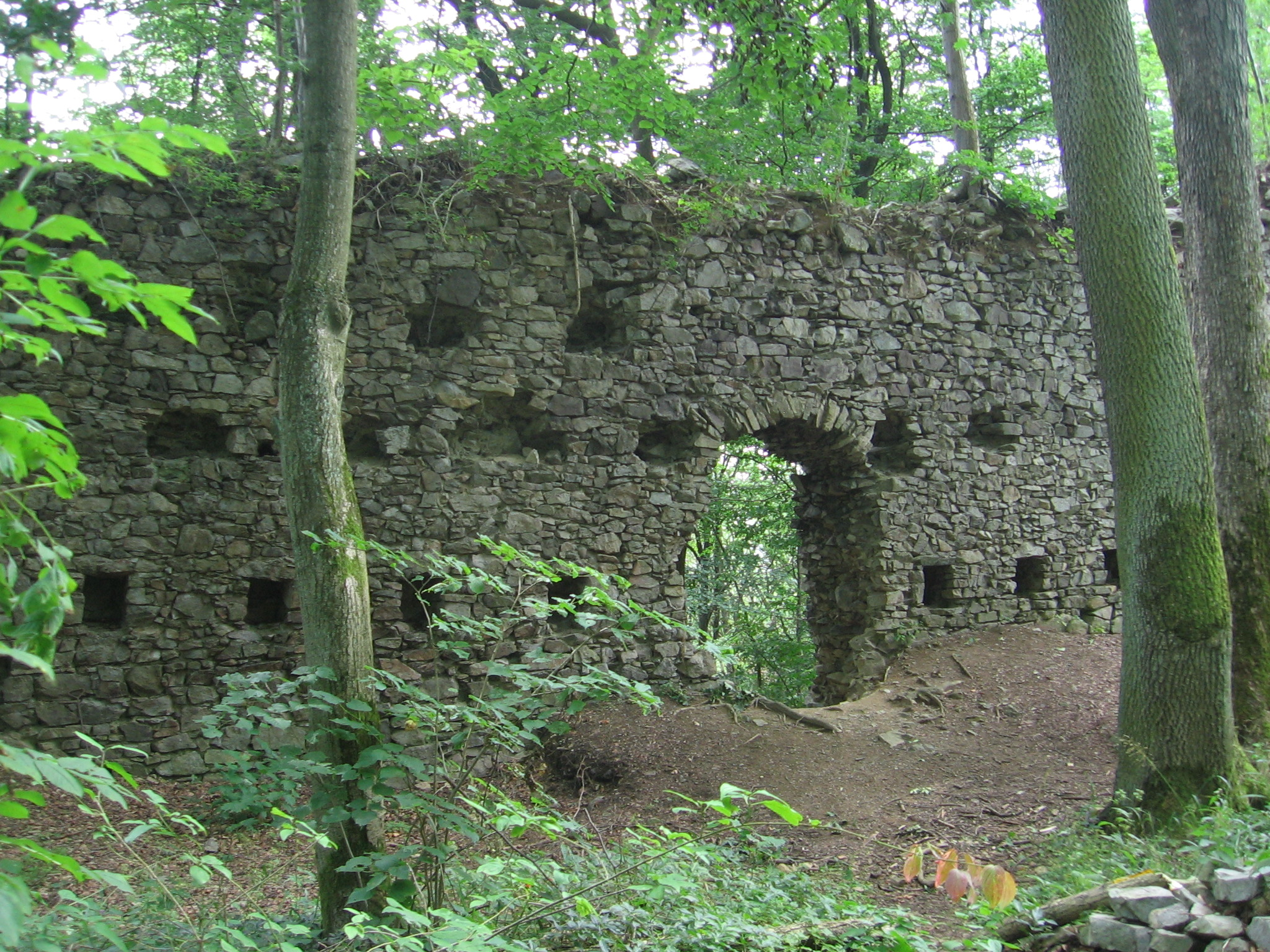
Zbytky zdí s otvory po trámech, které byly použity při výstavbě hospodářské budovy

Pravděpodobným zakladatelem hradu byl v první polovině čtrnáctého století Bušek II. z Velhartic, ale podle historika Jiřího Jánského se ke hradu vztahuje přídomek Protivce z Herštejna uváděný již roku 1272. Dochované stavby však pochází nejdříve z první poloviny čtrnáctého století, a existovalo-li na místě starší sídlo, je jeho podoba zcela neznámá.
Bušek II. z Velhartic byl synem Buška I. z Velhartic, který byl komorníkem markraběte Karla a zemřel v roce 1337 v Meranu. Bušek II. hrál významnou roli na Karlově dvoře. Jeho nástupci na panství uvádění v letech 1348 a 1349 byli jeho příbuzní Protiva a Břeněk z Herštejna. Po Břeňkovi, který byl ve službách olomouckého biskupa, hrad získal maršálek královského dvora Ješek z Velhartic. Když zemřel, ujala se dědictví vdova Ofka z Újezdce a nezletilý syn Jan, který se po roce 1385 dostal do sporů s Rožmberky. Ti nejspíše Nový Herštejn dobyli a Jana z Velhartic zajali. Jan poté musel zaplatit padesát kop grošů, aby hrad vyplatil, a navíc přislíbit, že hrad kdykoliv poskytne Oldřichu z Rožmberka a jeho synovi Jindřichu z Rožmberka. Jan z Velhartic zastával v letech 1397–1412 funkci přísedícího zemského soudu a připomínán je naposledy roku 1435. Ještě předtím se však dostal do sporu s bavorským vévodou Vilémem, ve kterém ho podporovala řada katolických pánů.
Po Janovi z Velhartic hrad zdědil syn Záviš z Velhartic, který vedl řadu sporů s Bavory, ale i se svým bratrem Vilémem. Dalším majitelem hradu se stal někdy na konci vlády krále Jiřího z Poděbrad Jan Herštejnský z Velhartic, který byl synem Záviše nebo některého z jeho bratrů. Také on vedl spolu s dalšími šlechtici z okolí spor s Bavorskem, a roku 1474 vojsko vévody Albrechta Jana Herštejnského zajalo. Po třech měsících uzavřel Bohuslav ze Švamberka a Dobrohost z Ronšperka s bavorským knížetem dvouměsíční příměří, ve kterém měl být Jan Herštejnský na svobodě, ale po jeho uplynutí se měl dostavit na bavorský hrad Straubing. Ale Jan po propuštění začal opět plenit bavorské statky. Bavoři podnikli novou vojenskou výpravu a na začátku února 1475 Nový Herštejn dobyli, Jana zajali a hrad vypálili. Po dlouhém vyjednávání byl v lednu 1476 Jan Herštejnský z vězení propuštěn a uchýlil se na nedaleký statek Lomec. Nedokázal však zaplatit výkupné ve výši tisíc zlatých, a proto vypukl nový spor, který ukončila až blíže neznámá smlouva z roku 1481.
Začátkem šestnáctého století koupil herštejnské panství Půta Švihovský z Rýzmberka. Po jeho smrti v roce 1504 připadl Nový Herštejn synu Břetislavovi. Buď on nebo již jeho otec na hradě provedli nutné opravy, aby na něm mohl bydlet správce. Kromě jiného nechal Břetislav na Herštejně postavit stáj údajně pro 200 koní. Podle dochovaných stop hospodářských budov se takové množství koní do hradu nevešlo ani za předpokladu, že by byl k jejich ustájení využit i hospodářský dvůr, který stával na jižním úpatí vrchu v blízkosti přístupové cesty. Pokud někde v blízkém okolí nestály další stáje, mohlo být na hradě, včetně hospodářského dvora, ustájeno asi 76 koní.
Zadlužený Břetislav, který sídlil na Rýzmberku, začal rozprodávat svá panství. Nový Herštejn s osmi vesnicemi koupilo v letech 1524–1534 za 2350 kop grošů královské město Domažlice, kterému byl veškerý majetek zabaven pro účast na stavovském odboji proti králi Ferdinandu I. V roce 1549 bylo novoherštejnské panství prodáno karlštejnskému purkrabímu Šebastiánovi Markvartovi z Hrádku. Jeho majitelé však nesídlili na zpustlém hradě ale na tvrzi v Únějovicích.

## Stavební podoba

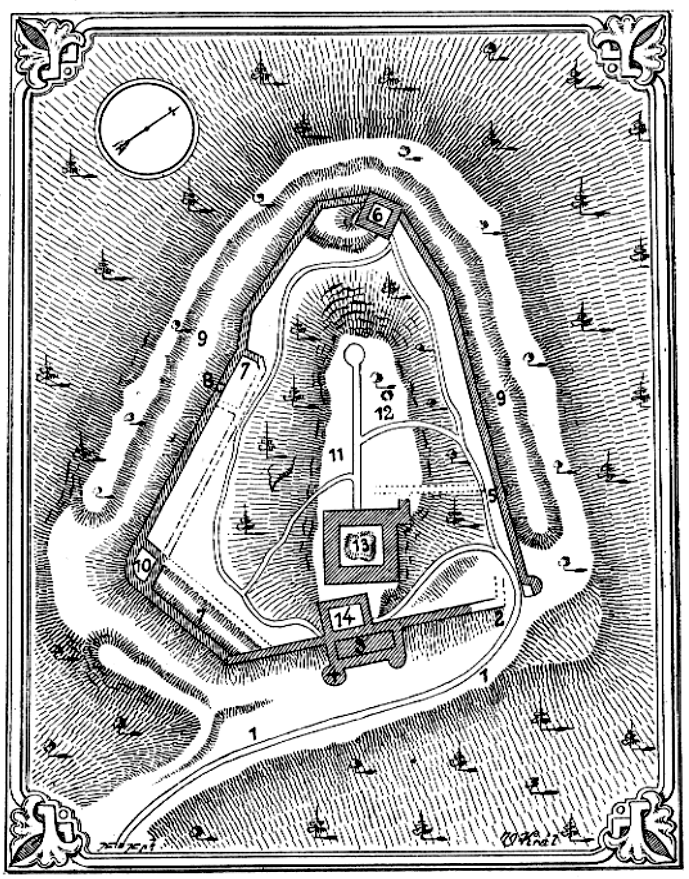
Půdorys hradu od Vojtěcha Krále publikovaný roku 1893

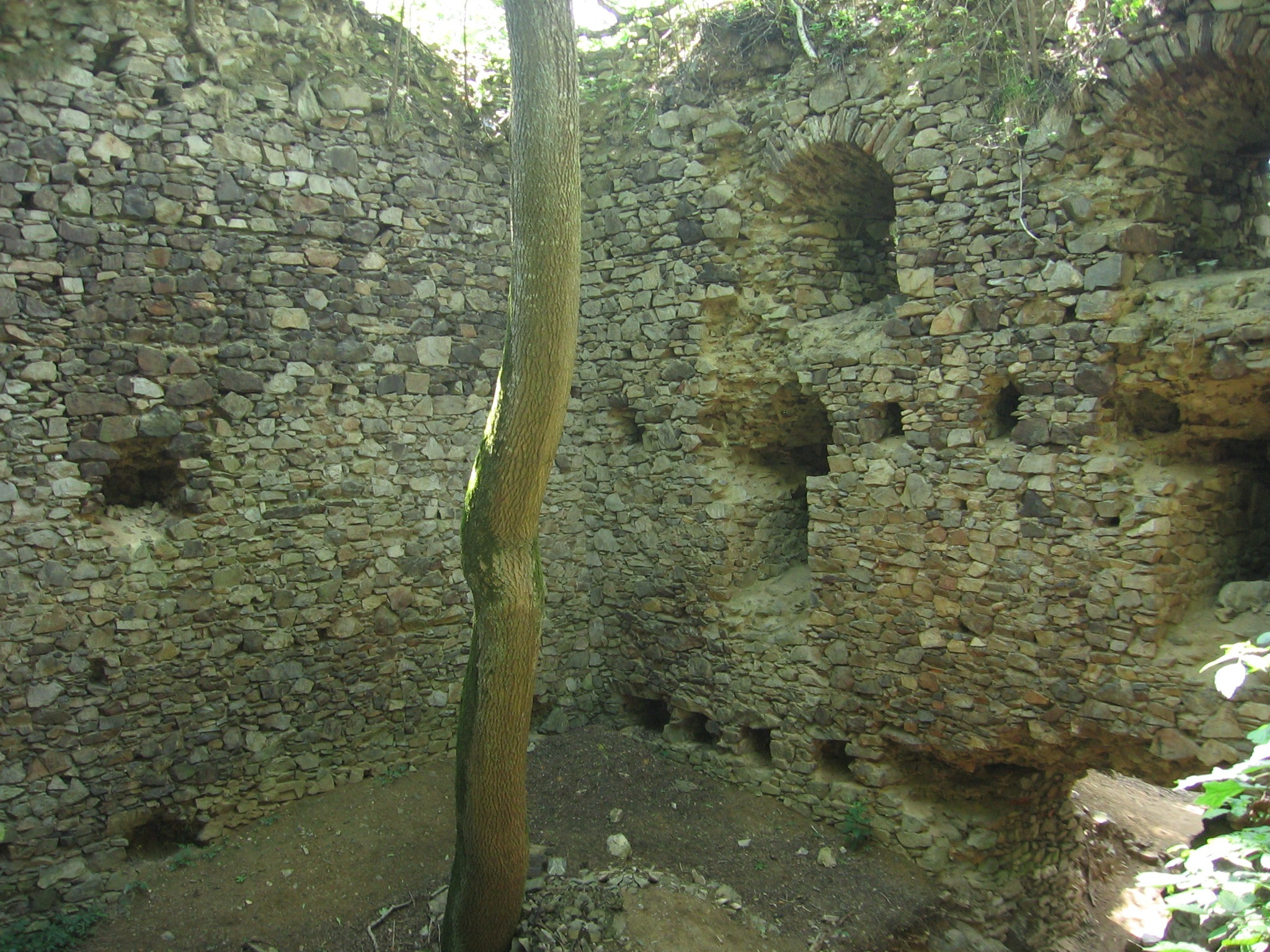
Interiér donjonu

Hradní jádro pravděpodobně patřilo mezi blokové dispozice. Dochovala se z něj pouze čtverhranná obytná věž. Předpokládá se, že ostatní zástavba byla zbořena během válečných konfliktů a získaný materiál použit k posílení opevnění.
Přístupová cesta vedla podél východní hradby zesílené původně polookrouhlou baštou. Pod ní se nacházela první brána. Později byl prostor nad ní zajištěn věžicí zvanou Panenská bašta. Cesta dále pokračovala k severovýchodními nároží, kde stávala čtverhranná věžovitá brána chráněná zaniklou věžicí.
Dominantou hradu je donjon s půdorysem o rozměrech 16,5 × 15,5 metru dochovaný do výšky druhého patra. Tloušťka obvodové zdi je asi 2,3 metru. V interiéru věže, jejíž přízemí je téměř zasypané sutí, bývaly trámové stropy a osvětlovaly jej úzká štěrbinová okénka s ostěním z lomového kamene. Ve druhém patře se nachází hrotitý portál, jímž snad bylo možné po padacím můstku vcházet do sousední budovy, z níž se podle Dobroslavy Menclové dochoval jen fragment zdiva připojený k severnímu nároží věže. Podle vyobrazení z roku 1514 byl donjon ukončen podsebitím s věžičkami v nárožích.
Vnější opevnění má protáhle pětiboký půdorys. V západním cípu stojí torzo čtverhranné věž a podobná nejspíše stála v jižním nároží. Delší úseky hradby na severní a jižní straně zesiloval příkop a před ním ještě val.